# Esdras
Pour les articles homonymes, voir Esdras (rap) et Ezra.
 (décembre 2012).
Si vous disposez d'ouvrages ou d'articles de référence ou si vous connaissez des sites web de qualité traitant du thème abordé ici, merci de compléter l'article en donnant les références utiles à sa vérifiabilité et en les liant à la section « Notes et références ».

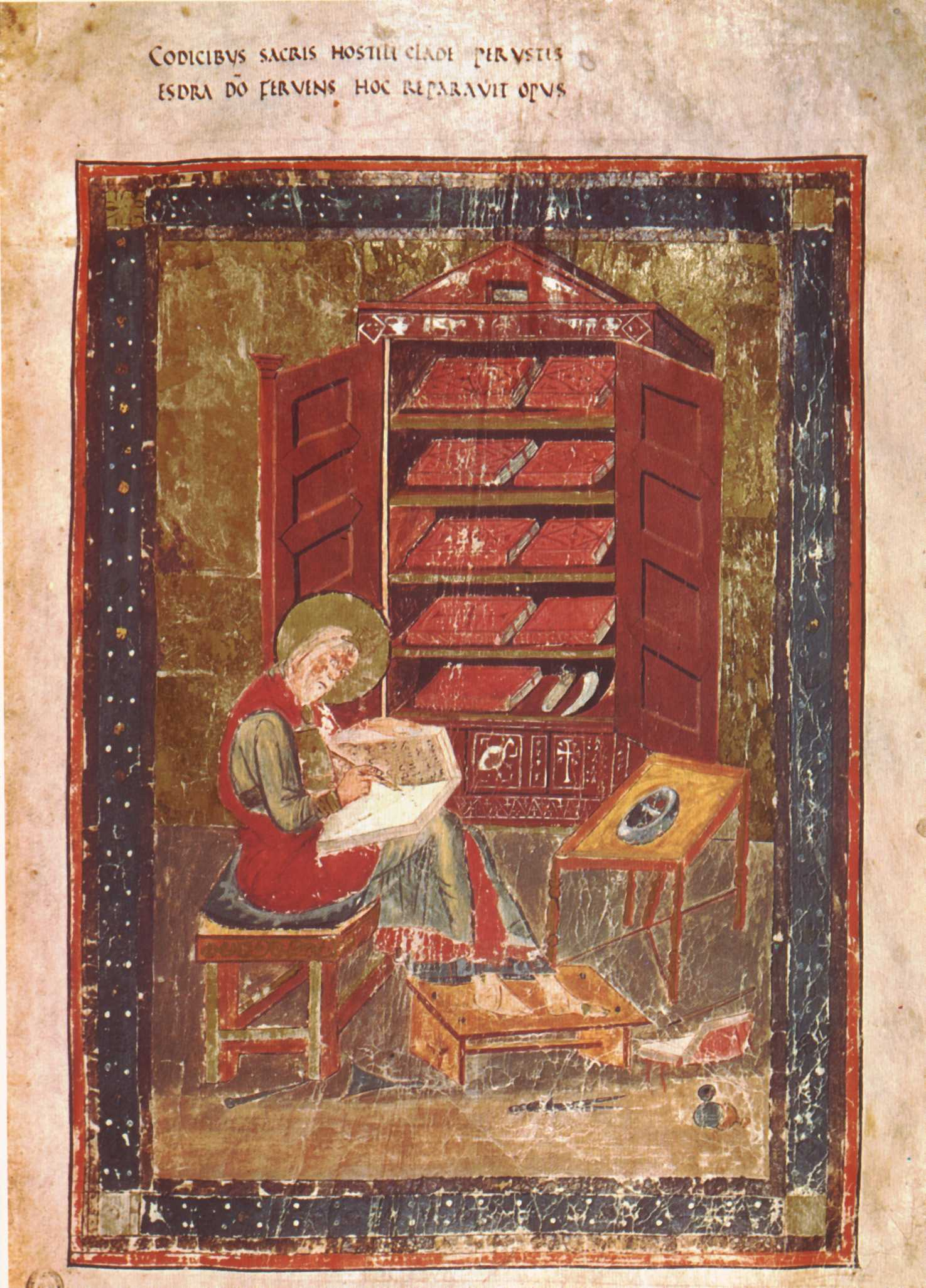
Portrait d'Esdras, illustration du Codex Amiatinus.

Esdras (en hébreu : עזרא, Ezra), ou Ezra, est un personnage du livre d'Esdras et du livre de Néhémie, qui font partie de la Bible hébraïque. Il est issu de la tribu de Lévi et descend d'Aaron. Ce prêtre et scribe juif a mené environ 5 000 exilés Judéens de Babylone à Jérusalem en 459 av. J.-C. Il a reconstitué la communauté juive dispersée sur le fondement de la Torah, en mettant l'accent sur la loi mosaïque. Il a convaincu les Juifs mariés à des étrangères de renvoyer leurs femmes et leurs enfants, et a apporté une lecture précise de la Torah. Esdras est grandement respecté dans la tradition juive.
Esdras a reçu le titre honorifique de scribe et est appelé Esdras le Scribe (en hébreu : עזרא הסופר, Ezra HaSofer) dans la tradition juive. Il est aujourd'hui chez les juifs le symbole des courants anti-diaspora juive. Il est également le symbole de l'importance de l'étude de la Torah, et ce même en dehors de la Terre d'Israël : étudier la Torah en diaspora est plus important que de reconstruire le Temple.
Selon certaines interprétations, il s'agirait également du «ʿUzayr (en) » mentionné au 30e verset de la 9e sourate du Coran (At-Tawba).

## Récit biblique
La 7e année d'Artaxerxès Ier Longue-Main, roi de Perse (465 av. J.-C. à 424 av. J.-C.), Esdras est chargé par le roi de se rendre à Jérusalem pour y faire une enquête civile et religieuse sur les conditions d’existence de la communauté juive et pour l'exhorter à observer la loi de Dieu (v. 14). Esdras détient une lettre du roi, ordonnant aux autorités de la province située au-delà du fleuve de livrer au scribe l’argent et les vivres nécessaires au service du Temple, et d'exempter d'impôts ceux qui s'occupent de la maison de Dieu (v. 21, 24). Esdras est autorisé à conduire en Judée un nouveau groupe d’exilés juifs, 80 ans après ceux qui ont accompagné Zorobabel et le grand prêtre Josué en 538 av. J.-C.
En rassemblant et inspectant les Juifs désireux de retourner en Judée, Esdras ne trouve aucun Lévite de rang inférieur ; il le fait savoir à leur chef qui en persuade quelques-uns de se joindre à Esdras. Après avoir jeûné et recherché la direction de Dieu pour le voyage, le groupe de 1 700 hommes part le 12e jour du 1er mois de la 7e année d’Artaxerxès 458 Av.J.C (Esd. 8.1-23, 31). Esdras atteint Jérusalem 4 mois plus tard (7.8). Il remet aux responsables de la maison de Dieu les ustensiles qu’il a reçus pour elle ; il offre des holocaustes et transmet les ordres du roi aux gouverneurs des pays au-delà du fleuve (8.33-36).
Esdras est profondément affligé de découvrir que des Juifs de Judée et même des cohanim exilés ont, contrairement à la Torah, épousé des femmes païennes : il réussit à persuader la plupart d'entre eux de se séparer de ces étrangères (ch. 9 et 10). Treize ans plus tard, lorsque Néhémie, revenu à Jérusalem, en a restauré les murailles, Esdras préside à la lecture de la loi de Moïse au peuple (Ne 8).

## Éléments historiques
Selon Flavius Josèphe, Esdras mourut vers l'époque où Eliachib (en) devint grand-prêtre (Ant. 11.5.5) ; il fut sans doute contemporain d’Eliachib. (Ne 3.1; 13.4, 7, 28)
Selon (Esd 7), Esdras a été envoyé avec d'autres exilés à Jérusalem par le roi perse Artaxerxès I en 458 av. J.-C. ; il avait probablement été l'équivalent d'un secrétaire d'État aux affaires juives. On l'avait autorisé à imposer l'observation de la loi juive et à nommer des responsables de l’État juif. On n’entend plus parler de lui jusqu'à ce qu'il lise la loi en public (Ne 8) en 444 av. J.-C., après sans doute être retourné en Perse pour un certain temps. 
On a suggéré que l'auteur d’Esdras et de Néhémie a confondu Artaxerxès I et II et a ainsi placé par erreur Esdras avant Néhémie. Mais s'il était venu à Jérusalem en 398, une telle erreur aurait été relevée par ceux qui avaient été les témoins des événements ou qui en avaient entendu parler par leurs parents.

## Midrash
Dans certains courants de traditions juives, on prête à Esdras l'équivalent de la stature de Moïse qui aurait lui aussi mérité de recevoir la Torah. Ces courants le créditent de la rédaction de son livre et de celle des Chroniques.
Esdras a créé la Grande Assemblée de 120 sages dont auraient fait partie les prophètes Aggée, Malachie et Zacharie ainsi que Daniel. Cette assemblée évolua avec le temps pour devenir le Sanhédrin, tribunal suprême et arbitre de la loi juive. Sous son autorité, cette assemblée aurait édité les livres de Daniel, Esther et Ézéchiel.
Esdras aurait aussi été le disciple de Baruch ben Neria, le scribe du prophète Jérémie.
Selon le Talmud Meguilah 15b, il y aurait débat sur l'identité de Malachie. Selon une opinion, ce serait son nom. Selon une autre opinion, il serait en réalité Ezra.

## Exégèse critique
Baruch Spinoza dans son Traité théologico-politique de 1670, rejette l'idée que Moïse ait écrit le Pentateuque et suppose qu'Esdras est le véritable auteur d'une histoire du peuple hébreu qui irait du livre de la Genèse au Second livre des Rois (mais en ôtant le Deutéronome).
Selon Richard Friedman, Esdras est le rédacteur (R) qui a recombiné les textes J, E, P et D selon un modèle de la théorie documentaire. « C'est lui qui créa véritablement la Torah ».